# Роз'їзд 99
Роз'їзд 99 (каз. рзд.99) — станційне селище у складі Казалінського району Кизилординської області Казахстану. Входить до складу Майлибаського сільського округу.
У радянські часи селище називалось Єнбекшиказах.
Населення — 64 особи (2021; 53 у 2009, 13 у 1999).